# Pierrick Fédrigo
Pierrick Fédrigo (ur. 30 listopada 1978 w Marmande) – francuski kolarz szosowy, zawodnik profesjonalnej grupy Fortuneo-Vital Concept.
W zawodowym peletonie startuje od 2000. Jego największe osiągnięcia to mistrzostwo Francji ze startu wspólnego w 2005 i wygrane etapy na Tour de France (2006, 2009, 2010, 2012).

## Najważniejsze osiągnięcia
- 2002
  - 1. miejsce na 4. etapie Tour du Limousin
  - 1. miejsce na 3. etapie Paris–Corrèze
- 2003 
  - 1. miejsce na 6. etapie Tour de l’Avenir
- 2004 
  - 1. miejsce w Tour du Limousin
    - 1. miejsce na 2. etapie
- 2005
  -  1. miejsce w mistrzostwach Francji (start wspólny)
  - 1. miejsce w Cztery Dni Dunkierki
  - 1. miejsce w Cholet-Pays de Loire
- 2006 
  - 1. miejsce na 14. etapie Tour de France
  - 1. miejsce na 4. etapie Cztery Dni Dunkierki
  - 2. miejsce w Tour du Limousin
    - 1. miejsce na 1. etapie
- 2007 
  - 1. miejsce w Tour du Limousin
- 2008  
  - 1. miejsce na 4. etapie Cztery Dni Dunkierki
  - 1. miejsce w Grand Prix Ouest France-Plouay
  - 1. miejsce na 3. etapie Volta a Catalunya
- 2009
  - 1. miejsce na 5. etapie Cztery Dni Dunkierki
  - 1. miejsce na 6. etapie Critérium du Dauphiné Libéré
  - 1. miejsce na 9. etapie Tour de France
  - 2. miejsce w Grand Prix Ouest France-Plouay
- 2010
  - 1. miejsce w Critérium International
    - 1. miejsce na 1. etapie

  - 1. miejsce na 16. etapie Tour de France
- 2011
  - 2. miejsce w Grand Prix Cycliste de Montréal
- 2012
  - 2. miejsce w Critérium International
    - 1. miejsce na 3. etapie

  - 1. miejsce na 15. etapie Tour de France
- 2013
  - 1. miejsce w Paryż-Camembert